# 小红帽
小紅帽（英語：Little Red Riding Hood）是關於一個年輕女孩「小紅帽」和一隻大灰狼的歐洲童話故事。

## 故事梗概

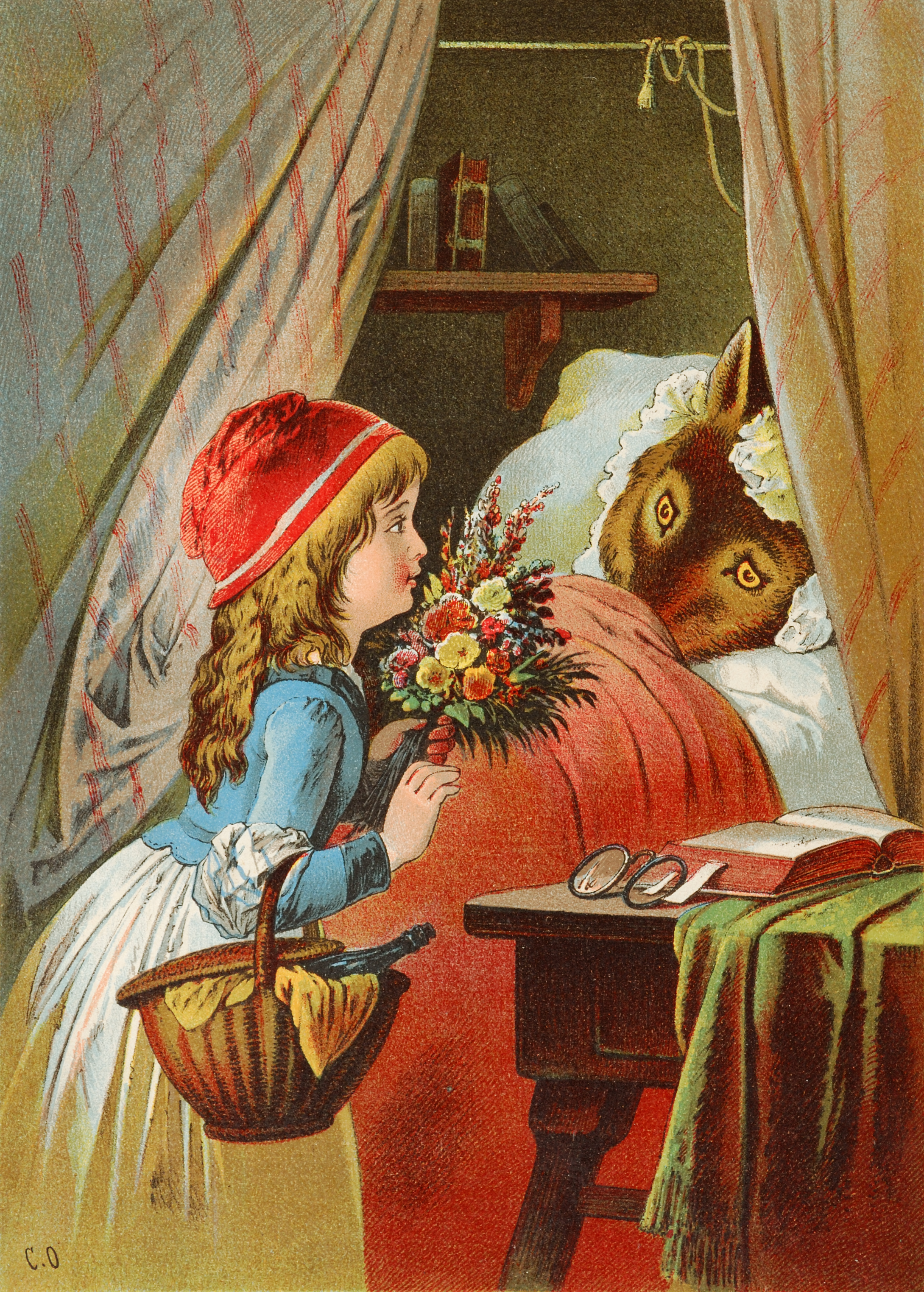
乔装打扮成奶奶的大灰狼

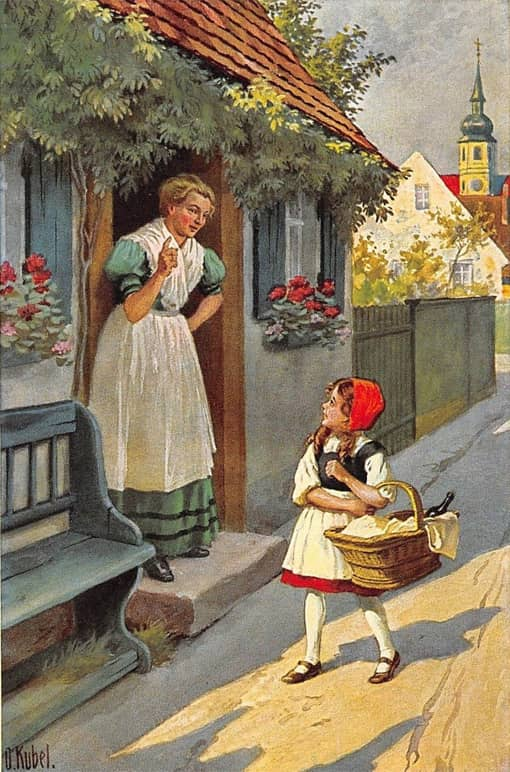
1930年前后Otto Kubel的插图

《小紅帽》版本諸多，情節差異較大，以下僅概述較爲常見且广为人知的版本。
在一个乡下，有一个小女孩時常穿著她奶奶在她的生日時送她的一顶小红帽，这顶小红帽戴在她头上再合适不过了，于是大家就都稱呼她為“小红帽”。因此也没有人知道她的真实名字。有一天，她的妈妈让她把糕饼等一些食物送给住在另一个村庄生病的奶奶。於是小紅帽從家裏出發了。去奶奶家的路需要穿過森林。森林裏有一只大野狼，想把小紅帽給吃了，卻又不敢在光天化日下直接這麽做。他便先上前和小紅帽搭話，並得知了小紅帽將要去的地方。於是，大野狼便想出了一個計謀，提議小紅帽摘些花朵。小紅帽听信大野狼的話，在树林裡编花束。大野狼这时先趕到了小红帽奶奶家並把奶奶给吃了。狡猾的大野狼穿上了奶奶的衣服躺在床上。当小红帽来时没有认出大野狼，也被她吞了下去。
在佩羅的版本裡，故事就此结束。在後來的義大利版本裡，小红帽在沒有得到其他人幫助的情況下，憑著自己的智慧逃出了大野狼的魔爪。不過在另一個後來的版本裡，又更改成一位伐木工人來救她，而這情節在格林童话的版本中變成一位猎人路過，把二人从狼肚裡面救了出来。不過也有跟七隻小羊一樣的情節，獵人把小紅帽和奶奶救出之後，把許多大石頭放進大野狼的肚子裡後，用針線縫起來。最後大野狼醒來後口渴想喝水，跑到水井那裡，結果因為肚子裡的石頭太重，牠一不小心跌進了水井被淹死。
後來，又出现了小紅帽去奶奶家途中再一次遇上大野狼，最後小紅帽用奶奶剛煮過香腸的熱水把大野狼燙死的版本。

## 历史

### 佩罗之前
《小紅帽》的故事從很早開始便已經有在歐洲的一些國家流傳，有人认为于起源于11世纪时比利时的一首古老诗歌，而其來源或可上溯至公元前6世紀的《伊索寓言》，在後來之口頭流傳過程中，還可能受到了東方一些十分相似的故事的影響，如《虎姑婆》。但在夏尔·佩罗之前，《小紅帽》未曾有被寫成書面文字。。而另一种说法则认为故事起源于东亚，随后向西传播，并且在此过程中分成了两个分支，分别是《小红帽》和《狼和七只小山羊》。
口頭版本中的一些與現在的版本有相當大的不同。首先，故事的反面角色並不一定是狼，可能是吃人的怪物以及狼人等。其次，大灰狼通常會將奶奶的血和肉留下一些讓小紅帽吃，而小紅帽也不自覺地把奶奶給吃了。最後，大灰狼還會要求小紅帽把衣服脫了並扔進火裏燒掉。有的版本當中，大灰狼則先是讓小紅帽上到床上後再將其吃掉等。不過，這些情節在後來漸漸被略去，或作了修改。

### 夏尔·佩罗
目前已知的最早的以文字形式出現的《小紅帽》版本為《Le Petit Chaperon Rouge》，出自法國。其於1697年被夏尔·佩罗收錄進其文學集《鹅妈妈的故事》之中。小紅帽的那頂許多版本中都有特意提到的「紅帽」即是在該版本中由夏尔·佩罗首次提及的。
故事將小紅帽定位為一位「迷人而有教養的少女」，一個鄉下女孩。她被自己撞見的狼所欺騙並把奶奶的住址告訴了狼。狼一邊警惕着樹林裏的伐木人一邊将小紅帽的奶奶吃了。接着又給小紅帽設下圈套，並最終把小紅帽也給吃了。狼取得了勝利，故事以悲劇結尾。
夏尔·佩罗最後對這則故事的寓意作了説明，向人們明確了其創作意圖：
|  | 通過這個故事應該明白，小孩們，特別是漂亮的、有禮貌、有教養的小女孩們，切不可聽信陌生人。反之，便會成爲狼的美餐。這樣的事情也不是沒有過。我說「狼」，是因爲所有的狼都各不一樣：有的狼給人一種老實規矩的感覺——不亂叫，不可憎，沒脾氣，而是溫順，樂於效勞，他們尾随着街上的少女，甚至跟到了她們家裏。哎！誰又不知道這些溫順的狼其實也是那群最危險的野獸中的一員呢！ |

此版本針對的是17世纪後期的法國沙龍文化，它被看作一則告誡女士們警惕男人們來襲的尖銳的寓言故事。

### 格林兄弟

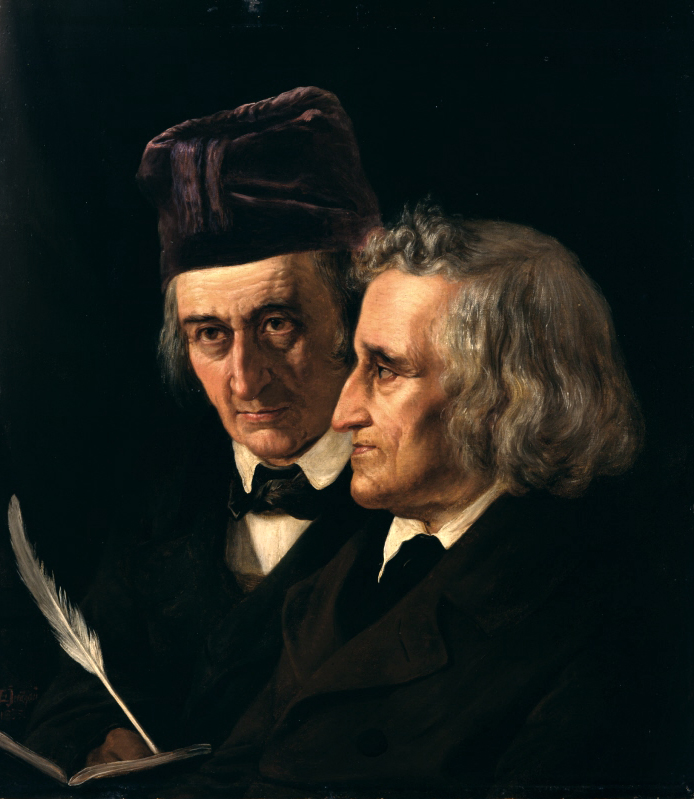
威廉·格林（左）與雅各布·格林

格林兄弟曾在19世纪收集到《小紅帽》的兩個獨立的德国版本，第一個版本出自珍妮特·哈森普夫卢（Jeanette Hassenpflug，1791–1860），后一個為玛丽·哈森普夫卢（Marie Hassenpflug，1788–1856）。格林兄弟將第一個版本作爲故事之主體，把第二個作爲續寫。格林版本的《小紅帽》（Rotkäppchen）收錄於1812年之第一版《兒童與家庭童話集》中。
這一版本在前半部分上與夏尔·佩罗的相當一致，因而幾乎可以確定系參照了後者。不過格林兄弟對結局作了調整，小紅帽和他的奶奶被一個獵人所解救。這個結局與《狼和七只小羊》的結局十分相似，後者有可能是前者的靈感來源。
在格林兄弟的續寫中，小紅帽和奶奶又踫到了另一只狼。她們沒有上大灰狼的當，並在最後通过剛煮過香腸的熱水成功地將其除掉。
格林兄弟版的《小紅帽》較老版本而言委婉許多，少了許多陰暗的主題。

### 格林之后
許多作家都對這則故事進行了改編或改寫。
例如，安德魯·朗格在《紅皮童話書》中收錄過一個名為《小金帽的真實故事》（The True History of Little Goldenhood）的異本。這個版本認爲《小紅帽》已經被誤傳了。故事中小紅帽確是被救，但不是因爲獵人：當大灰狼企圖吃掉她時，他的嘴被金色的帽子所灼傷，帽子原來被施放了魔法。
二十世紀中，《小紅帽》的各種新版本層出不窮，其熱度也更有增無減。

## 延伸創作
因為其中帶有性和暴力，並且是大家所熟悉的故事，所以《小紅帽》被屢次的再創作，不同形象的小紅帽不斷出現。如CAPCOM的格鬥遊戲《魔域幽靈》中，就有一名以小紅帽造型出現的賞金獵人B. B. Hood，為前特種部隊，擅用各式武器和暗殺術。不論再創作者對女性定位如何，小紅帽都是熱門的題材。

### 动漫
- 《熱辣小红帽》（英语：Red Hot Riding Hood）：1943年美高梅推出的惡搞短篇卡通，背景改為40年代的夜總會，大放成人世界的黑色幽默。曾獲Annecy Festival's 100 Films for a Century of Animation第24位
- 《人狼 JIN-ROH》：日本動畫電影，押井守編劇，引用夏爾·佩羅原始版本的故事
- 《小紅帽恰恰》：一部日本漫畫作品
- 《童話槍手小紅帽》：一部日本動畫作品
- 《東京小紅帽》：一部日本動畫作品
- 《RWBY》：主角Ruby Rose形象是參考小紅帽。

### 电影
- 《Kuso小紅帽》（Hoodwinked!）：美國一部惡搞《小紅帽》的電影
- 《摩登小红帽》（Red Riding Hood）：2006年美国音乐剧
- 《不给糖就杀人》（Trick 'r Treat）：2007年美国恐怖片，当中包含一个参照这篇童话的故事
- 《血紅帽》：一部2011年美國恐怖驚悚奇幻電影

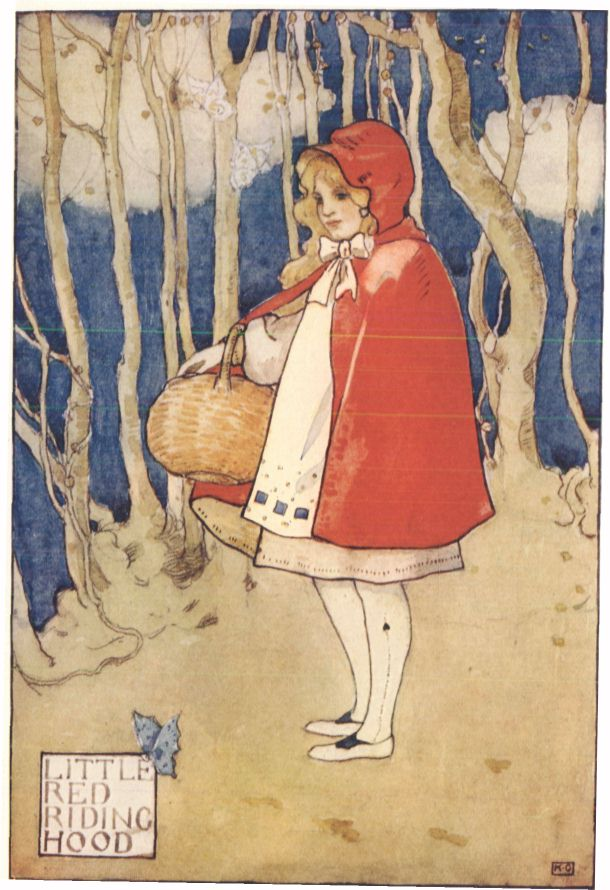
小紅帽，1927年的插圖

- 《誰殺了小紅帽》（Who Killed Little Red Riding Hood）：2009年的法國驚悚片，導演為Serge Meynard
- 《魔法黑森林》：2014年美國奇幻電影，劇中融合了英國童話「傑克與豌豆」及德國《格林童話》中「灰姑娘」、「小紅帽」和「長髮姑娘」共四個故事與角色。

### 電視連續劇
- 《童話鎮》：2011，美國電視連續劇，以包括《小紅帽》在內的多個童話故事為題材

### 歌曲
- 取材于《小紅帽》的歌曲，如香港歌手鄧麗欣的《小紅帽》等

### 书籍
- 《11個小紅帽》：小紅帽的延伸改編現代童話集
- 《百變小紅帽：一則童話的性、道德和演變》：一本分析小紅帽的書，ISBN 978-957-693-562-6
- 《童話夢工場(1)-反斗小紅帽》:小紅帽改編的兒童小說，ISBN 978-988-14705-9-1

### 其他
- My Melody：日本三丽鸥公司一個兔子造型的卡通角色
- 《小紅帽》《尋找幸福的小紅帽》：一元布偶劇團的布偶劇版
- 童話高中玩偶系列的Cerise Hood，她是小紅帽和改邪歸正的大灰狼的女兒，所以有人狼血統
- Lufsig（路姆西）：宜家家居的一款豺狼造型的毛绒玩偶
- 《死亡愛麗絲》:角色之一，象徵暴力
- 《魔域幽靈》的芭蕾塔
- 《勝利女神：妮姬》的小紅帽是女神部隊的成員之一，武器是名為狼毒的反坦克狙擊槍的妮姬，已死亡。

## 其他文化中類似故事
在许多文化中都存在着类似的故事。在欧洲，讲述的是一只伪装成老奶奶的狼试图欺骗小女孩；在東亞，则有虎姑婆的故事，狼被换成了老虎；伊朗则用小男孩替代了小女孩。

## 外部連結
- 迪士尼版本小紅帽
- （法文） 法語朗讀版本 （页面存档备份，存于）
- （中文） 漢語朗讀版本，天方聽書網
- （中文） 《小红帽》童话背后的科学：追踪人类迁徙路径 （页面存档备份，存于），新浪环球地理
- （中文） 小红帽中文版 （页面存档备份，存于）